# Schleichwetter
Als Schleichwetter bezeichnet der Bergmann kleine, unkontrollierte Wetterströme, die durch abgeworfene Grubenbaue wie den Alten Mann streichen und an einer anderen Stelle wieder in den normalen Wetterstrom eintreten. Da diese Schleichströme potentielle Gefahren in sich bergen, ist der Bergmann bestrebt, sie mit geeigneten Mitteln zu verhindern.

## Entstehung
Schleichwetter entstehen, wenn ein Teil des Wetterstroms als Schleichstrom durch das zerklüftete Gebirge strömen kann und an einer anderen Stelle unkontrolliert wieder austritt. Diese Möglichkeit ist gegeben, wenn der Bruchraum im Streb, der sogenannte Versatz, nicht dicht abschließt oder wenn ein Damm undicht wird. Dies ist bei Dämmen meistens an den Seitenrändern der Fall. Bedingt durch den Luftdruckunterschied zwischen Eintrittsstelle und Austrittstelle können sich in so einem Fall die Schleichwetter ihren Weg durch den „Alten Mann“ bahnen.

## Negative Auswirkungen
Die Auswirkungen von Schleichwettern sind sehr unterschiedlich. Auf dem Weg durch die Hohlräume des zerklüfteten Gebirges reichert sich der Wetterstrom mit Gasen wie z. B. Methan an. An der Austrittsstelle kann sich das Methan in der Firste sammeln und es können sich gefährliche Konzentrationen eines Methan-Luftgemisches bilden, die der Bergmann als Schlagwetter bezeichnet. Dies ist besonders dann der Fall, wenn an der Austrittsstelle die Wettergeschwindigkeit gering ist. Eine weitere Gefahr sind Selbstentzündungsbrände im „Alten Mann“. Diese entstehen, wenn Sauerstoff an die im Bruchraum verbliebene Restkohle gelangt. Die zerdrückte Kohle oxidiert mit dem Sauerstoff und erwärmt sich. Durch weitere Sauerstoffzufuhr wird dieser chemische Prozess noch mehr gesteigert. Kann die bei der Reaktion entstehende Wärme nicht abgeführt werden, kommt es letztendlich zum Überschreiten der kritischen Temperatur. Dieses Überschreiten der für Selbstentzündungsbrände kritischen Temperatur führt zur Selbstentzündung des Kohlekleins und zum Schwelbrand.

## Erkennung
Schleichwetter lassen sich in der Regel kaum erkennen, insbesondere wenn in der Strecke oder im Streb eine hohe Wettergeschwindigkeit herrscht. Dämme lassen sich mittels spezieller Rauchprüfröhrchen auf Undichtigkeiten überprüfen. Meistens erkennt der Bergmann Schleichwetter nur an ihren negativen Folgen. Erhöhte Methankonzentrationen an bestimmten Stellen lassen auf Undichtigkeiten im Gebirge schließen. Schwitzstellen im Firstbereich und ungewöhnlich hohe Erwärmung sind oft Anzeichen eines Schwelbrandes. Um die negativen Auswirkungen von Schleichwettern rechtzeitig zu erkennen, werden an vielen Stellen im gesamten Grubengebäude, insbesondere im Abwetterbereich von Abbaubetrieben, CO-Messgeräte installiert. Diese Messgeräte messen kontinuierlich den Gehalt an CO im Wetterstrom und übermitteln die Messdaten an die übertägige Grubenwarte. Bei Überschreiten bestimmter Werte wird Alarm gegeben.

## Unterbinden der Schleichwetterströme
Schleichwetter lassen sich durch konsequentes Abdichten des Bruchraumes und des Streckensaumes weitestgehend unterbinden. Der Streckensaum wird dabei unverzüglich nach dem Durchgang des Strebes mit einem tragenden und gasdichten Streckenbegleitdamm aus Baustoff abgedichtet. Undicht gewordene Dämme werden mittels speziellem Schaum abgedichtet. Dieser Spezialschaum ist ein Zwei-Komponenten-Hartschaum, der mittels Spritzdüsen gegen die undichten Stellen gespritzt wird. Beim Vermischen der beiden flüssigen Komponenten reagieren diese und es bildet in kurzer Zeit der schnell härtende Schaum. Der Hartschaum wird aber auch eingesetzt, um Hohlräume zu verfüllen, zur gasdichten Abdichtung von Streckenbegleitdämmen gegen Schleichwetter. Eine weitere Maßnahme ist das Herstellen eines Wetterdruckausgleichs durch Reduzierung des Wetterstromes und somit des Wetterdruckgefälles oder durch Erstellen von Druckausgleichskammern. Diese Druckausgleichskammern werden in bestimmten Streckenabschnitten oder vor Abschlussdämmen erstellt. Da abgeworfene und noch offenstehende Grubenbaue ein besonderer Gefahrenpunkt für Selbstentzündungsbrände aufgrund von Schleichwettern sind, wird nach Beendigung des Abbaus der Streb unverzüglich geraubt und mittels eines Dammes hydraulisch abbindenden Baustoffen abgedämmt. Während der Raubphase werden sämtliche Wetterströme genauestens überwacht. Anschließend werden die nicht mehr benötigten Strecken mittels eines Abschlussdammes geschlossen.

## Bekämpfung der negativen Auswirkungen
Die negativen Auswirkungen lassen sich auf verschiedene Arten bekämpfen. Methangasansammlungen in der Firste lassen sich mittels Airmover, das sind druckluftbetriebene Kleinlüfter, verwirbeln und wegspülen. Schwelbrände müssen systematisch bekämpft werden. Dies geschieht durch verstärktes Abdichten des Bruchraumes oder durch Verpressen oder Anspritzen der Streckensäume mittels abbindenden Baustoffen oder Hartschaum. Dabei wird der so großflächig angespritzt, dass kein Schleichwetterstrom mehr eindringen kann. Diese Maßnahmen dienen dazu, die Sauerstoffzufuhr zum Brandherd zu unterbinden und den Brand somit zu ersticken. Eine weitere Maßnahme ist das Einleiten von Inertgasen wie z. B. Stickstoff oder Kohlendioxid. Durch das Einleiten von Inertgasen wird der Sauerstoff verdrängt und der Brand letztendlich erstickt. Das Abwerfen der betroffenen Grubenbaue durch das Stellen von Branddämmen wird als Maßnahme nur angewendet, wenn die vorherigen Maßnahmen nicht den gewünschten Erfolg bringen. Das Unterwassersetzen von Brandfeldern wird nur im äußersten Notfall angewendet.